# Додунеков, Стефан
Стеван Манев Додунеков (болг. Стефан Манев Додунеков; 5 сентября 1945, Килифарево — 5 августа 2012, София) — болгарский математик и информатик, академик Болгарской АН.

## Биография
Родился 5 сентября 1945 в Килифарево. Окончил в 1968 году Софийский университет по специальности «математика». В 1975 году получил степень кандидата математических наук на механико-математическом факультете, докторскую степень получил в Институте математики и информатики Болгарской АН в 1986 году. В 1990 году получил звание профессора, в 2004 году стал членом-корреспондентом Болгарской АН, в 2008 году избран её академиком. С 1999 года директор Института математики и информатики БАН, с 2001 года председатель Союза математиков Болгарии.
Додунеков в течение двух сроков занимал пост президента Математического союза Юго-Восточной Европы. Имел 35-летний опыт преподавательской деятельности в Болгарии и зарубежных университетах. Автор множества книг, учебников и учебных пособий по математике для средних школ и училищ. Преподавал в Софийском, Великотырновском, Бургасском свободном, Юго-Западном университетах и других учебных заведениях. Преподавал криптографию в Новом болгарском университете, вёл курсы в Линчёпинге, Гётеборге, Ульме и Дельфте. Был членом общества теории информации, Американского математического общества, Китайского общества комбинаторики.
11 июня 2012 академик Стефан Додунеков был избран председателем Болгарской академии наук: за его кандидатуру на шестом Общем собрании БАН проголосовало подавляющее большинство, опередив на выборах доктора физических наук, профессора и академика Александра Петрова и доктора биологических наук, профессора и члена-корреспондента Андона Косева. Выступал за индивидуальное формирование зарплат и поддержку административной политики «без жалоб» (подобная политика проводилась и ранее, о чём упоминали некоторые иностранные профессора), за активную проектную деятельность на местах и трудоустройство молодых учёных для повышения национальной безопасности.
Скоропостижно скончался 5 августа 2012 в Софии от инсульта.

## Научная деятельность
Труды академика Стефана Додунекова по теории кодирования охватывают широкий спектр проблем от фундаментальных задач в области абстрактной алгебры и конечной геометрии до прикладных задач в области защиты данных. Среди наиболее значимых трудов выделяются работы конца 1970-х — начала 1980-х, которые позволили решить основную задачу по шифрованию для кодов размерности 7 и 8: Додунеков в этом плане опередил известных математиков Рэя Хилла, Хенка ван Тилборга, Тора Хелесета, Нобору Хамада и других.
В 1990-е годы со своими учениками Додунеков ввёл и исследовал так называемые «коды с максимально достижимым расстоянием» (почти-МДР-коды). Эти работы вызвали большой интерес в мире и неоднократно цитировались позднее. Значительный вклад представляют также исследования самодуальных кодов, сферических кодов и дизайнов, что позволило Додунекову стать одним из ведущих учёных в сфере теории кодирования. В последние годы он работал в сфере характеризации квазисовершенных кодов, однако его исследования остались незавершёнными.

## Память
Имя Стефана Додунекова был присвоено одной из вершин Антарктики «за вклад в болгарские антарктические топографические исследования и картографию».